# Metania fittkaui
Metania fittkaui är en svampdjursart som beskrevs av Cecilia Volkmer-Ribeiro 1979. Metania fittkaui ingår i släktet Metania och familjen Metaniidae.
Artens utbredningsområde är havet utanför Brasilien. Inga underarter finns listade i Catalogue of Life.